# Metaplano
Il metaplano è una configurazione di aerodina con portanza statica (funzione stabilizzatrice) caratterizzata dall'utilizzo dell'involucro del dirigibile come ala portante di grandi dimensioni e di basso peso alare, che conferisce capacità STOL. Elemento decisivo è la configurazione dell'involucro di fly gas caratterizzato da una struttura membranale, quindi particolarmente leggera, con adeguate caratteristiche aerodinamiche.
Esempio di metaplano è l'aeromobile sviluppato dalla ditta italiana Nimbus e presentato nel 2007 al Paris Air Show.

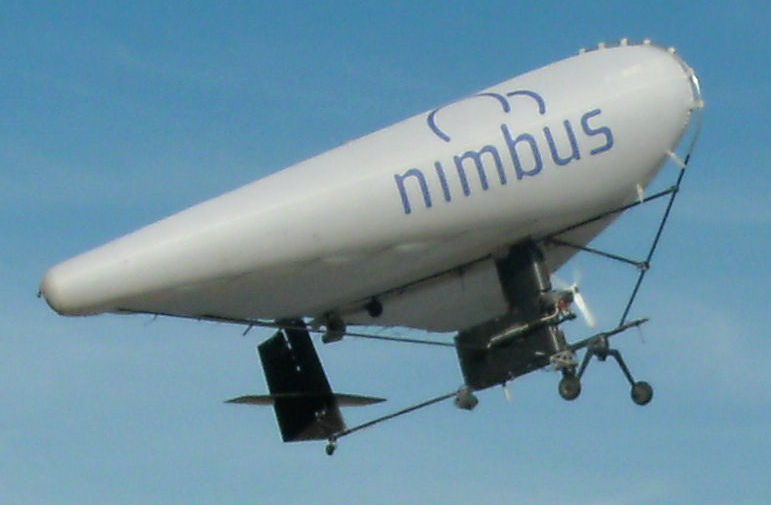
Esempio di una aerodina in configurazione di metaplano

## Descrizione
Metaplano (parola composta da: meta da greco μετά = "dopo", "oltre", "con" e plano da "aeroplano" in italiano) si potrebbe tradurre come "oltre aeroplano", quindi qualcosa di più rispetto ad un velivolo tradizionale.
Tale denominazione è stata ideata per evidenziare che il metaplano, pur essendo una aerodina, non può essere classificato come velivolo tradizionale in quanto sfrutta anche la portanza statica generata dall'involucro di gas. Inoltre, rispetto alle realizzazioni storiche delle aeronavi ibride, il metaplano si differenzia nella posizione ribassata del baricentro rispetto all'involucro portante gonfiato con fly gas che, per effetto pendolo, permette di ottenere una stabilità assoluta e nella posizione ribassata della propulsione allineata agli impennaggi, che genera direttamente le forze di comando necessarie a conferirgli una elevata manovrabilità.
Aspetto complementare della configurazione è la pianta alare a delta che ad elevata incidenza permette di operare in condizioni stabilizzate di "superstallo" conseguendo una elevata pendenza di traiettoria a bassa velocità con caratteristiche d'atterraggio equivalenti a quelle raggiungibili con un sofisticato sistema di flap.

## Impostazione strutturale
L'elemento strutturalmente innovativo rispetto ad un veicolo tradizionale è l'involucro, dotato di un telaio a traliccio a sviluppo longitudinale completato da due aste che materializzano il bordo di fuga e vengono vincolate alla struttura ribassata da due controventi diagonali.
L'involucro stesso pressurizzato a bassa pressione (dieci volte superiore alla pressione dinamica di volo) consente di mantenere una forma corretta e sufficientemente rigida della piattaforma alare.

## Stabilità e controllo longitudinale
La stabilità longitudinale è garantita in modo assoluto dall'effetto pendolo dovuto alla portanza statica del fly-gas dell'involucro alare combinata con la posizione ribassata del baricentro per cui, a differenza dei normali velivoli, il Metaplano non dispone di alettoni per il controllo del rollio e non può volare in volo rovescio.
Il controllo longitudinale si avvale della stabilità assoluta per effetto pendolo, dovuta alla portanza statica, mentre prevede l'impiego della propulsione per generare direttamente momenti cabranti variabili con il regime motore che permettono di controllare l'assetto del metaplano in modo da ottenere volo uniforme, discesa a bassa potenza e salita a potenza elevata.
Il piano di coda orizzontale, attivato dal flusso dell'elica, ha quindi il compito trimmare l'assetto del metaplano in modo da compensare alle diverse velocità di volo le condizioni di equilibrio dovute al regime motore.
La stabilità latero-direzionale utilizza le caratteristiche direzionali dell'involucro a delta che integrato dalle due derive ventrali, una anteriore fissa ed una posteriore dotata di timone, consente autoallineamento alla corrente aerodinamica.
Caratteristica determinante per evitare fenomeni di dutch-roll è la differenza di frequenza propria tra le oscillazioni in rollio (bassa frequenza) e quelle in imbardata (alta frequenza).
Il controllo della traiettoria avviene utilizzando il timone della deriva posteriore che generando imbardata e rollio proverse consente di virare o di controllare la direzione di avanzamento contrastando componenti laterali della corrente.

## Caratteristiche operative
Come velivolo ibrido il metaplano presenta le caratteristiche operative tipiche dei velivoli STOL che consistono in bassa velocità di decollo e di atterraggio in superstallo con elevata pendenza della traiettoria e bassa velocità di volo con scarsa sensibilità alla raffica.
Caratteristiche che si traducono in:
- corse di decollo ed atterraggio molto limitate combinate ad una salita ed una discesa rapida e sicura che consentono di eliminare i problemi di recupero in atterraggio e di operare da aree molto ristrette,
- condizione di volo consente un controllo molto accurato delle zone sorvolate per cui il metaplano si presenta particolarmente adatto all'impiego come APR (acronimo di aeromobile a pilotaggio remoto)

Come APR sono previste diverse logiche di radiocomando congruenti con i livelli di autonomia, di controllo della traiettoria di volo e d'integrazione nel traffico aereo richiesti,
- collegamento alla ground-station per il controllo diretto (traiettoria e quota) del metaplano e della sua integrazione nel traffico aereo locale secondo le normali regole di volo,
- introduzione di automatismi di pilotaggio, controllo della quota e della traiettoria attraverso comandi discreti dalla ground-station,
- programmazione della missione in VFR dove la ground station assume solo funzioni di controllo e di intervento in emergenza,
- potenziamento del raggio d'azione con telecamere e dispositivi “sense and avoid” in collegamento continuo con la ground-station,
- programmazione della missione in BVR con intelligenza artificiale e contatti discreti (satellitari) di fixing con la ground-station.